# 俄罗斯民族主义

俄罗斯帝国纹章

俄罗斯民族主义（俄语：Русский национализм）是一种促进大俄罗斯文化认同和统一的民族主义形式。

## 历史
在19世纪初俄罗斯帝国时期首次崛起，与泛斯拉夫主义密切相关。第二次世界大战期间在苏联曾短暂复兴，俄罗斯民族主义者与纳粹德国合作以反对苏联共产党。1991年苏联解体后，俄罗斯民族主义重新成为俄罗斯政治的主流意识形态，俄罗斯联邦共产党也提出了民族主义的立场。在该思想的影响下，2014年乌克兰东部以俄裔人口为主的顿巴斯地区分裂出了顿涅茨克人民共和国和卢甘斯克人民共和国。2022年2月21日，俄罗斯宣布承认顿巴斯地区的两个共和国。

## 轶事
中文互联网将一些俄罗斯民族主义者尤其是君主主義团体成员称呼为“皇俄”，该称呼可能源自“皇汉”一词。

## 扩展阅读
- John B. Dunlop
  - The Faces of Contemporary Russian Nationalism. Princeton University Press, 1983.
  - The New Russian Nationalism, 1985

- Serhii Plokhy
  - Lost Kingdom: A History of Russian Nationalism from Ivan the Great to Vladimir Putin, 2017